# 苏尔吉特·辛格·拉克拉
苏尔吉特·辛格·拉克拉（英語：Surjit Singh Rakhra，20世纪？—）锡克人，印度旁遮普邦人，印度政治人物。

## 生平
拉克拉的两个兄弟在美国当商人。2002年，拉克拉在旁遮普邦伯蒂亚拉县萨马纳作为最高阿卡利党候选人当选为旁遮普立法议会议员，任至2007年。2012年，在萨马纳再度当选旁遮普立法议会议员。2012年起，担任旁遮普邦农村发展与村务委员会部长。此后担任旁遮普邦供水与卫生设施部长兼高等教育与语言部长。
2015年4月29日，一对母女在北部旁遮普邦莫加地区一辆公交车上遭多名男子性骚扰，16岁（一说13岁）的女儿遭到轮奸，随后母女俩被扔下正在行驶的汽车，女儿不治身亡。该公交车为旁遮普邦副首席部长的公司所有。2015年5月2日，旁遮普邦教育部长拉克拉表示，该轮奸致死事件是神的意志，“任何人都阻止不了事件的发生。无论发生什么，都是神的意志。”“我们以后可以采取预防措施，但是我们战胜不了自然，不管是事故还是其他的。”该言论引发印度舆论抨击。女孩的家人决定暂不火化尸体，直到公交车运营公司的老板被以疏忽致死罪立案。